# Это мы не проходили
«Это мы не проходили» — советский художественный фильм.

## Сюжет
Герои фильма — студенты педагогического ВУЗа, те, кому спустя год-два предстоит нести знания школьникам, «сеять разумное, доброе, вечное». А пока — студенческая практика. Правда, практика не совсем обычная, ибо студенты впервые уезжают далеко от стен родного ВУЗа, впервые встретятся на уроке со школьниками не в присутствии своих педагогов, тех, с кем жизнь сталкивает их ежедневно в институте, а с теми, кто уже не первый год работает в школе.

## В ролях
- Наталья Рычагова — Елена Фёдоровна Якушева, учительница-практикантка по биологии
- Борис Токарев — Юрий Александрович Рябинин, учитель-практикант по физике
- Татьяна Канаева — Мила Ходзицкая, ученица 8-го класса школы
- Андрей Ростоцкий — Митя Красиков, ученик 8-го класса школы, друг Милы
- Татьяна Пельтцер — Надежда Александровна, руководитель практики, доцент педагогического института
- Ирина Калиновская — Ирина Никифоровна, учительница-практикантка по английскому языку
- Антонина Максимова — Галина Петровна, завуч школы, учитель биологии, классный руководитель 8-го класса
- Нина Зоткина — Валентина Кулешова, учительница-практикантка
- Вера Васильева — Наталья Ивановна, завуч-организатор, учитель физики
- Валентина Ананьина — учитель английского языка
- Надежда Самсонова — Вероника Александровна, учитель литературы
- Вера Петрова — Вера Васильевна, учитель истории
- Роман Ткачук — Александр Павлович Красиков, отец Мити, архитектор района
- Наталья Защипина — Нина Красикова, мать Мити, инженер-строитель
- Евгений Весник — Иван Андреевич, главный архитектор
- Люсьена Овчинникова — Полина Сергеевна, мать Милы Ходзицкой (в титрах не указана)
- Юрий Катин-Ярцев — отец Милы Ходзицкой
- Людмила Лисова — Вика Сергеева, ученица 8-го класса школы
- Карп Мукасян — Гурген, кардиохирург, муж учителя истории Веры Васильевны
- Евгений Гуров — доктор
- Владимир Зельдин — офицер флота, капитан 1-го ранга
- Виктор Зозулин — офицер флота, капитан 3-го ранга
- Герман Полосков — офицер флота, капитан 3-го ранга
- Валерий Афанасьев — офицер флота
- Раиса Рязанова — буфетчица кафе «Дельфин»
- Людмила Крашенинникова — учительница физкультуры
- Татьяна Веденеева — иностранная актриса в мелодраме
- Николай Горлов — посетитель кафе «Дельфин»
- Игорь Косухин — посетитель кафе «Дельфин»
- Виталий Леонов — посетитель кафе «Дельфин»
- Андрей Войновский — ученик 8-го класса школы
- Дмитрий Николаев — Павел Королёв, ученик 8-го класса школы

## Съёмочная группа
- Авторы сценария: Илья Фрэз, Михаил Львовский
- Режиссёр: Илья Фрэз
- Оператор: Михаил Кириллов
- Художник: Александр Дихтяр
- Композитор: Ян Френкель

## Музыка
В фильме звучат песни на слова М. Григорьева «Студенческая» и «Если сердце чёрствое» в исполнении Нины Бродской.

## Место съёмок
Фильм снимался в Новороссийске. Съёмки проводились в средней школе № 10 (3-й микрорайон города). В фильме также показаны морской вокзал, столовая Новороссийской морской школы и ДК моряков.
Игра в снежки происходит у стилобата Дома аспиранта и стажёра МГУ, Москва, улица Шверника, дом 19.
Кафе-закусочная «Дельфин» снималась в микрорайоне Текстильщики Люблинского района Москвы. Именно там Елена Фёдоровна впервые увидела Митю Красикова. В некоторых моментах на заднем плане, за кафе проезжает товарный состав курского направления Московской железной дороги. Ранее это кафе называлось просто «Кафе-мороженое» во время съёмок и какое-то время после называлось «Дельфин», впоследствии кафе «Марсианка» и коктейль-бар «Марсианка». Сейчас на этом месте находится бар-ресторан «Сытый лось».

## Награды
- 1976 — МКФ детских фильмов в Панаме — Приз за лучший сценарий (Илья Фрэз, Михаил Львовский)